# Волт Богданић
Волт Богданић (енгл. Walt Bogdanich; Чикаго, 10. октобар 1950) истраживачки је новинар енглеског говорног подручја и добитник три Пулицерове награде за своје чланке.
Студирао је новинарство и политику на универзитету Висконсин 1975. године, а професионално је почео да се бави новинарством још 1973. године. 
Прву Пулицерову награду је добио 1988. године као репортер листа Wall Street Journal за истраживања и серију текстова о смртним последицама нестандардних медицинских тестирања за лечење канцера у Америци, на основу чега је написао књигу Велика бела лаж.
Другу награду је освојио 2005. године за истраживање несрећних случајева у америчкој железници и начине на који су железничке компаније прикривале своју умешаност и одговорност за те случајеве.
Трећу награду је добио 2008. године за истраживачки текст о разоткривању отровних токсичних материја о кинеским производима на америчком тржишту.
Данас ради као професор новинарства на универзитету Колумбије и новинар Њујорк тајмса.
Његова жена Стефани, такође српског порекла је исто добитник Пулицерове награде за новинарство, а Валтеров деда, Ђорђе Богданић је био познати београдски трговац и власник хотела Палас.

## Награде
- 2012: Награда Браћа Карић